# بادفورد
بادفورد (به انگلیسی: Bodffordd) یک روستا در بریتانیا است که در گوینز واقع شده‌است. بادفورد ۹۶۰ نفر جمعیت دارد.